# Gare Jean-Lebas Roubaix
Gare Jean-Lebas Roubaix – stacja metra w Lille, położona na linii 2. Znajduje się w miejscowości Roubaix, w dzielnicy Anseele - Centre - Nations Unies - Crouy - Espérance. Stacja obsługuje główny dworzec w Roubaix. 
Została oficjalnie otwarta 18 sierpnia 1999, pod nazwą Gare – Jean Lebas. 
Patronem stacji jest Jean–Baptiste Lebas, wieloletni burmistrz Roubaix, przedwojenny minister pracy Francji, autor reform społecznych. 